# Susi Banzhaf
Susi Banzhaf (* 1969, nach anderen Quellen: November 1968, in Weiden) ist eine deutsche Schauspielerin und Musicaldarstellerin.

## Leben
Banzhaf stammt aus Franken und zog Anfang der Neunzigerjahre von Nürnberg nach Hamburg. Sie besuchte von 1991 bis 1994 die Stage School of Music, Dance and Drama in Hamburg, wo sie ihre Ausbildung zur Musicaldarstellerin erhielt. In den folgenden Jahren spielte sie in zahlreichen Musiktheaterproduktionen wie Grease, The Rocky Horror Show oder Der kleine Horrorladen. 2001 wirkte sie in der Uraufführung der Schlagerrevue Hossa von Frank Thannhäuser mit, mit der sie später auch auf Deutschland-Tournee ging.
Sie trat an verschiedenen Hamburger Bühnen auf, u. a. im Imperial Theater, im Neuen Theater Hamburg, im Altonaer Theater und im Royal Theater am Holstenwall. Am Imperial Theater wirkte sie in mehreren Kriminalstücken mit, u. a. als Miss Casewell in Die Mausefalle (2003–2004), als Isla Crane in Das indische Tuch (2004) und als Mary Lenley/Cora Ann Milton in Der Hexer (2005). In der Spielzeit 2006/07 stand sie im Altonaer Theater gemeinsam mit Tommaso Cacciapuoti als Partner in dem Musical Das Appartement auf der Bühne.
Regelmäßig gastierte sie am Hamburger Schmidt Theater in verschiedenen Produktionen. Im St. Pauli-Musical Heiße Ecke spielte Banzhaf als Lisa, Hannelore und Margot mehrere Rollen.
2005/2006 hatte sie Auftritte im Quatsch Comedy Club in Hamburg und Berlin. Seit 2010 arbeitet Banzhaf neben ihren Theaterauftritten verstärkt auch für das Fernsehen. Sie wirkte in mehreren TV-Serien in Episoden- und Gastrollen mit. In der Fernsehserie Die Kuhflüsterin (2015) hatte Banzhaf eine durchgehende Serienrolle als Ehefrau und Mutter Gitti Padberg.
In der ARD-Fernsehreihe Der Zürich-Krimi spielt Banzhaf seit 2018 die Rolle der „patenten“ Kanzleisekretärin Regula Gabrielli. In der Fernsehserie Sankt Maik (2018–2021) verkörperte sie, ebenfalls in einer durchgehenden Serienhauptrolle, die Pfarrhaushälterin Maria Böhme, die Maik (Daniel Donskoy) für den neuen Amtsinhaber der Pfarrei hält. In der 17. Staffel der ZDF-Krimiserie SOKO Köln (2018) war Banzhaf in einer Episodenrolle als tatverdächtige Bankangestellte und heimliche Geliebte zu sehen. Seit 2022 ist sie in der ZDF-Fernsehreihe Malibu als Dauercamperin und Kioskbetreiberin Irene „Reni“ Mariolis zu sehen.
Seit 2024 spricht sie in der Hörspielreihe Tür zu, es zieht von Deine Freunde Paulis Oma Luise.
Banzhaf wirkte auch in einigen Werbespots mit. Sie lebt seit 1993 im Hamburger Stadtteil Barmbek.

## Filmografie
- 2001: Die Quotenmacher (Fernsehfilm)
- 2001: Zwei Männer am Herd: Kalt abserviert (Fernsehserie, eine Folge)
- 2011: Der Himmel hat vier Ecken (Fernsehfilm)
- 2011: Flaschendrehen (Fernsehfilm)
- 2012: Morden im Norden: Ein Fisch namens Otto (Fernsehserie, eine Folge)
- 2013: Kripo Holstein – Mord und Meer: Bei Anruf Mord (Fernsehserie, eine Folge)
- 2014: SOKO Wismar: Das Wunder von Wismar (Fernsehserie, eine Folge)
- 2014: Die Pfefferkörner: Campingfreunde (Fernsehserie, eine Folge)
- 2015: Die Kuhflüsterin (Fernsehserie, Serienrolle)
- 2017: Ein Dorf rockt ab (Fernsehfilm)
- 2017: Polizeiruf 110: In Flammen (Fernsehreihe)
- 2018: SOKO Köln: Tod im Team (Fernsehserie, eine Folge)
- 2018: Extraklasse (Fernsehfilm)
- 2018–2021: Sankt Maik (Fernsehserie)
- seit 2018: Der Zürich-Krimi (Fernsehreihe)
  - 2018: Borchert und die letzte Hoffnung
  - 2018: Borchert und die Macht der Gewohnheit
  - 2019: Borchert und die mörderische Gier
  - 2019: Borchert und der Sündenfall
  - 2020: Borchert und die tödliche Falle
  - 2020: Borchert und der fatale Irrtum
  - 2020: Borchert und der Tote im See
  - 2021: Borchert und der Mord im Taxi
  - 2021: Borchert und die Zeit zu sterben
  - 2021: Borchert und der verlorene Sohn
  - 2021: Borchert und die bittere Medizin
  - 2022: Borchert und das Geheimnis des Mandanten
  - 2022: Borchert und die dunklen Schatten
  - 2023: Borchert und die Sünden der Vergangenheit
  - 2023: Borchert und der Mord ohne Sühne
  - 2023: Borchert und die Spur der Diamanten
  - 2024: Der Zürich-Krimi: Borchert und die Stadt in Angst
  - 2024: Borchert und der Schuss ins Herz
- seit 2022: Malibu (Fernsehreihe)
  - 2022: Camping für Anfänger
  - 2022: Ein Zelt für drei
  - 2023: Schwesterherzen
  - 2023: Küss den Frosch
  - 2023: Mein Traum, dein Traum
- 2023: SOKO Stuttgart: Festgefahren (Fernsehserie, eine Folge)
- 2023: Hotel Mondial: Versuchungen (Fernsehserie, eine Folge)
- 2024: Dein perfektes Jahr (Fernsehfilm)
- 2025: Morden auf Öd – Ein Inselkrimi: Tag der Abrechnung